# Gadi Somanal, Muddebihal
Gadi Somanal là một làng thuộc tehsil Muddebihal, huyện Bijapur, bang Karnataka, Ấn Độ.